# Blohm & Voss BV 141
«Бломм & Фосс BV 141» — прототип німецького розвідувального літака, розроблений фірмою «Бломм & Фосс». Відрізнявся асиметричною будовою планера.

## Розробка
1937 року Імперське міністерство авіації оприлюднило вимоги до нового розвідувального літака. Головною вимогою було забезпечення доброго огляду з кабіни. Підрядником повинна була стати фірма «Арадо», але «Фокке-Вульф» та «Бломм + Фосс» запропонували свої розробки. «Фокке-Вульф» запропонував проєкт двомоторного розвідника «Fw 189». «Бломм + Фосс» запропонував значно оригінальніший варіант літака з асиметрично розташованою кабіною та обрубаним горизонтальним оперенням, що покращувало огляд.
Гондола для екіпажа розташовувалася праворуч, виконана з оргскла та схожа на гондолу «Фокке-Вульфа Fw 189». Ліворуч знаходився циліндричний фюзеляж, в якому розташовувався двигун «Bramo 323». Фюзеляж закінчувався хвостовим оперенням, яке на перших прототипах було симетричним. На пізніших зразках хвостове оперення було зміщено ліворуч, щоб забезпечити стрільцеві більший сектор огляду.
На перший погляд видається, що асиметрична конструкція небезпечно дисбалансує літак. Проте льотні випробування підтвердили відмінну стійкість та маневровість машини. Крім того, збільшену вагу правого боку літака компенсував реактивний момент двигуна.

## Випробування
Уже перші випробування прототипів і передсерійних машин типу «BV 141А-0» показали, що потужності 1000-сильного «Bramo 323» недостатньо. До моменту появи модифікованих «BV 141B-0» з двигуном «BMW 801» потужністю 1560 к. с. виробництво суперницького «Fw 189» вже йшло повним ходом.
Пілоти-випробувачі хвалили льотні характеристики Blohm & Voss 141, але от посадку літака вважали недосконалою. Збої у функціонуванні гідравліки в системі шасі переслідували конструкцію з першого дослідного зразка, а збільшення маси через важкий двигун лише посилило цю проблему. Один із прототипів був навіть змушений провести аварійну посадку «на черево».
Проєкт спричинив неоднозначну реакцію Міністерства, проте не мав істотного впливу на рішення про виробництво «Фокке-Вульфа Fw 189». А дефіцит двигунів «BMW 801», необхідних для виробництва винищувачів «Фокке-Вульф Fw 190», остаточно поставив хрест на планах запуску літака у виробництво.

## Характеристики («BV 141B»)

Схема літака.

### Загальні

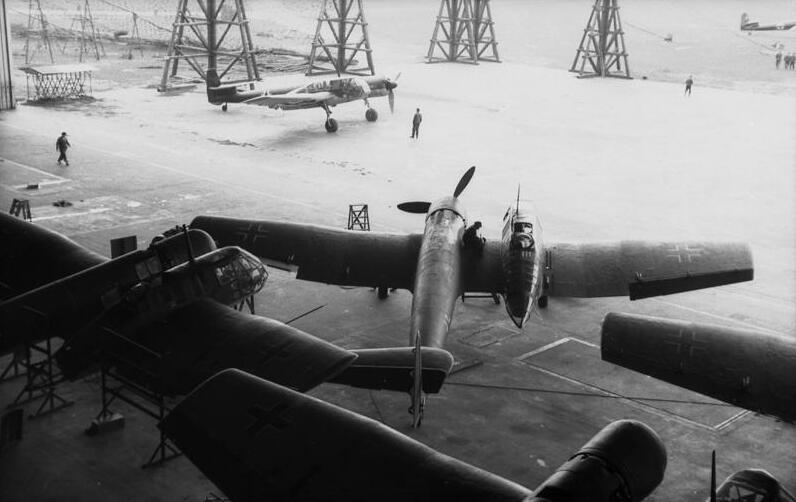

- Екіпаж: 3 особи (пілот, спостерігач, стрілець)
- Довжина: 14 м
- Розмах крила: 14 м
- Висота: 3,6 м
- Площа крила: 53 м²
- Вага порожнього літака: 4 700 кг
- Споряджена вага: 5 700 кг
- Силова установка: 1 ×"BMW 801", 1 160 кВт (1 560 к. с.)

### Експлуатаційні
- Максимальна швидкість: 438 км/год на висоті 3500 м
- Дальність дії: 1200 км
- Практична стеля: 10000 м
- Скоропідйомність: 9,5 м/с
- Питома навантаження на крило: 60,2 кг/м²
- Співвідношення потужність/вага: 448 Вт/кг

### Озброєння
- 2 кулемети «MG 15»
- 2 кулемети «MG 17»